# 필드 오브 로스트 슈즈
《필드 오브 로스트 슈즈》(영어: Field of Lost Shoes)는 2014년 공개된 미국의 전쟁 영화이다.

## 출연

### 주연
- 로렌 홀리 : 클라인딘스트 부인 역
- 제이슨 아이삭스 : 존 C. 브래킨리지 역
- 놀란 굴드 : 로버트 역
- 루크 벤워드 : 존 와이즈 역

### 조연
- 키스 데이빗 : 판사 역
- 데이빗 아퀘트 : 캡틴 헨리 A. 듀폰 역
- 톰 스커릿 : 율리시스 S. 그랜트 역
- 잭 로어리그 : 잭 스타나드 역
- 게일 해롤드 : 찰스 셈플 역
- 조쉬 주커맨 : 모세 에제키엘 역
- 커트니 게인즈 : 치녹 대장 역
- 맥스 로이드-존스 : 샘 아트윌 역
- 파커 크로프트 : 갈란드 제퍼슨 역
- 메리 마우저 : 리비 클라인딘스트 역
- 숀 마케트 : 벤자민 덕 콜로나 역
- 숀 라이언 폭스 : 어린 존 와이즈 역
- 워너 댄 : 재너럴 프렌즈 시겔 역
- 숀 맥나마라 : 연합 군인 역
- 에릭 아우드 : 행상인 역
- 알렉사 예메스 : 춤추는 소녀 역
- 마이클 굿윈 : 수어 국무 장관 역
- 제이드 보이트 : 춤추는 소녀 역
- 조 인스코 : 와튼 장군 역